# Моканаква (Пенсільванія)
Моканаква (англ. Mocanaqua) — переписна місцевість (CDP) в США, в окрузі Лузерн штату Пенсільванія. Населення — 515 осіб (2020).

## Географія
Моканаква розташована за координатами 41°8′19″ пн. ш. 76°7′59″ зх. д. / 41.13861° пн. ш. 76.13306° зх. д. (41.138561, -76.133129).  За даними Бюро перепису населення США в 2010 році переписна місцевість мала площу 1,42 км², з яких 1,28 км² — суходіл та 0,14 км² — водойми.

## Демографія
Згідно з переписом 2010 року, у переписній місцевості мешкало 646 осіб у 295 домогосподарствах у складі 167 родин. Густота населення становила 455 осіб/км².  Було 363 помешкання (256/км²).
Расовий склад населення:
| - 93,7 % — білих - 0,9 % — азіатів - 0,8 % — чорних або афроамериканців - 0,6 % — корінних американців - 1,5 % — осіб інших рас |

До двох чи більше рас належало 2,5 %. Частка іспаномовних становила 2,0 % від усіх жителів.
За віковим діапазоном населення розподілялося таким чином: 19,2 % — особи молодші 18 років, 58,7 % — особи у віці 18—64 років, 22,1 % — особи у віці 65 років та старші. Медіана віку мешканця становила 42,5 року. На 100 осіб жіночої статі у переписній місцевості припадало 90,6 чоловіків;  на 100 жінок у віці від 18 років та старших — 90,5 чоловіків також старших 18 років.
Середній дохід на одне домашнє господарство  становив 47 584 долари США (медіана — 42 448), а середній дохід на одну сім'ю — 62 729 доларів (медіана — 60 313). За межею бідності перебувало 18,2 % осіб, у тому числі 47,1 % дітей у віці до 18 років та 3,3 % осіб у віці 65 років та старших.
Цивільне працевлаштоване населення становило 270 осіб. Основні галузі зайнятості: виробництво — 16,3 %, освіта, охорона здоров'я та соціальна допомога — 15,6 %, будівництво — 11,9 %, публічна адміністрація — 11,1 %.